# Les Déserts
Les Déserts este o comună în departamentul Savoie din sud-estul Franței. În 2009 avea o populație de 836 de locuitori.

## Evoluția populației
| An        | 1975 | 1982 | 1990 | 1999 | 2006 | 2009 |
| --------- | ---- | ---- | ---- | ---- | ---- | ---- |
| Populație | 455  | 511  | 512  | 662  | 760  | 836  |